# خزيقة (السوم)

تعديل مصدري - تعديل

خزيقة هي إحدى قرى عزلة السوم بمديرية السوم التابعة لمحافظة حضرموت، بلغ تعداد سكانها 167 نسمة حسب تعداد اليمن لعام 2004.